# Выборы в Верховный Совет СССР (1950)
Выборы в Верховный Совет СССР III-го созыва прошли 12 марта 1950 года.

## Ход выборов
Согласно действующему на тот момент избирательному праву, все кандидаты должны были быть выдвинуты от ВКП(б), либо от общественных организаций. Однако так или иначе, все общественные организации контролировались партией, а равно подчинялись закону о деятельности общественных организациях от 1931 года, постановляющий наличие в оных партийного правления, а ВКП(б) так и оставалась единственной легальной партией в стране.
Теоретически, избиратели могли проголосовать против ВКП(б), однако для этого потребовалось бы испортить бюллетень, так как даже пустой бланк признавался как голос за правящую партию. Единственным шансом для непризнания выборов, а равно и протеста против правления партии — явка ниже 50 %, что признавало бы выборы недействительными.
Количество несогласных или недовольных граждан круто и резко снизилось на фоне событий военных и предвоенных лет. Несогласные были известны поимённо, и те как правило, или портили бюллетени, или забирали их с собой, и советской властью это приравнивалось к нелояльности. Выборы стали представлять собой ритуал по проявлению лояльности советской власти, и люди стремились прийти на них как можно раньше, дабы продемонстрировать свой лоялизм, что доходило до абсурда, когда некоторые занимали очереди с ночи.
Несмотря на все сложности и проблемы, послевоенные годы считались чем-то более лучшим, чем война, а все трудности и ужасающие условия жизни считались временными. Пропаганда активно и успешно внедряла идеи о том, что само бытие советского человека, причастного к октябрьской революции — уникально и особенно, что бытие советского гражданина — это справедливость и добро. Во многих разговорах граждане выражали большую и спокойную уверенность в том, что СССР семимильными шагами идёт к процветанию.
Люди, обладающие негативным отношениям к советской власти, находились в молчаливом меньшинстве, и как правило они или не выражали свою позицию, или старались её выражать через надписи на бюллетенях, и как правило, они и вызывали наибольшее внимание государственного аппарата и НКВД, так-как те во внутренних разговорах часто говорили о том, что выборы недемократичны, а власть — авторитарна, вызывая противодействие проводимой агитации и пропаганде.
Значительная часть депутатов на данных выборах являлись членами ВКП(б), а оставшиеся — ВЛКСМ, что лишь создало иллюзию наличия независимых кандидатов на выборах.

## Результаты
| Верховный совет III-го созыва         |                                       |                                       |                                                  |             |             |             |                       |                       |                       |
| Коалиция                              | Коалиция                              | Партия                                | Партия                                           |             |             |             |                       |                       |                       |
| Коалиция                              | Коалиция                              | Партия                                | Партия                                           | Совет Союза | Совет Союза | Совет Союза | Совет национальностей | Совет национальностей | Совет национальностей |
| Коалиция                              | Коалиция                              | Партия                                | Партия                                           | Голосов     | %           | Мест        | Голосов               | %                     | Мест                  |
|                                       | Блок коммунистов и беспартийных       |                                       | Всесоюзная коммунистическая партия (большевиков) | 110 788 377 | 99,73       | 590         | 110 782 009           | 99,72                 | 519                   |
|                                       | Блок коммунистов и беспартийных       | Беспартийные                          | 98                                               | 110 788 377 | 99,73       | 119         | 110 782 009           | 99,72                 |                       |
| Против всех                           | Против всех                           | Против всех                           | Против всех                                      | 300 146     | 0,27        | —           | 306 830               | 0,28                  | —                     |
|                                       |                                       |                                       |                                                  |             |             |             |                       |                       |                       |
| Действительных голосов                | Действительных голосов                | Действительных голосов                | Действительных голосов                           | 111 088 523 | 99,99       | —           | 111 088 839           | 99,99                 | —                     |
| Недействительных голосов              | Недействительных голосов              | Недействительных голосов              | Недействительных голосов                         | 1487        | 0,01        | —           | 1619                  | 0,01                  | —                     |
| Всего                                 | Всего                                 | Всего                                 | Всего                                            | 111 088 523 | 100,00      | 678         | 111 088 839           | 100,00                | 638                   |
| Зарегистрированных избирателей / Явка | Зарегистрированных избирателей / Явка | Зарегистрированных избирателей / Явка | Зарегистрированных избирателей / Явка            | 111 116 373 | 111 116 373 | 111 116 373 | 99,98                 | 99,98                 | 99,98                 |

## Галерея

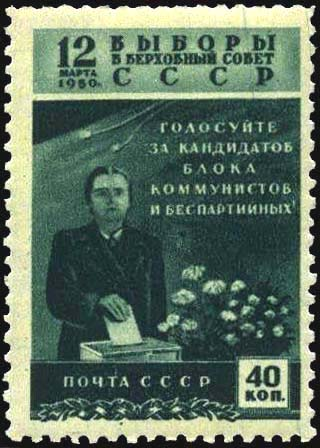
Женщина с избирательным бюллетенем
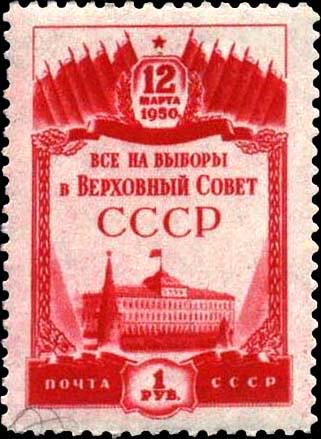
Большой кремлевский дворец на плакате, посвященном выборам